# Kime no kata
Il kime-no-kata (極の形?, "forme della decisione") è un kata del judo. Anticamente noto come shinken-shobu-no-kata (真剣勝負の形? "forme del combattimento reale"), fu sviluppato dal Kōdōkan nel 1888.

## Descrizione
Il kime-no-kata consiste di 20 tecniche, suddivise in due gruppi: 8 idori (真剣勝負の形? "posizione inginocchiata") e 12 tachiai (真剣勝負の形? "impiedi"). Entrambi i gruppi contengono nage-waza, katame-waza e atemi-waza per difendersi da attacchi a mani nude o armati.
- Idori (真剣勝負の形? "posizione inginocchiata")

1. Ryote-dori
2. Tsukkake
3. Suri-age
4. Yoko-uchi
5. Ushiro-dori
6. Tsukkomi
7. Kiri-komi
8. Yoko-tsuki

- Tachiai (真剣勝負の形? "in piedi")

1. Ryote-dori
2. Sode-tori
3. Tsukkake
4. Tsuki-age
5. Suri-age
6. Yoko-uchi
7. Ke-age
8. Ushiro-dori
9. Tsuki-komi
10. Kiri-komi
11. Nuki-kake
12. Kiri-oroshi

## Video
- Kime-no-kata (tori: Giacomo De Cerce, uke: Pierluca Padovan)